# Biontech
Biontech SE, med ett namn som kommer från Biopharmaceutical New Technologies, är ett tyskt börsnoterat läkemedelsföretag, som utvecklar och tillverkar vaccin mot Covid-19 och immunoterapeutiska läkemedel.
Biontech grundades 2008 i Mainz för att utveckla och tillverka läkemedel mot cancer.

## Verksamhetsorter
Företaget har huvudkontor i Mainz och har i dotterbolag i Idar-Oberstein, Berlin, Planegg-Martinsried i München, Neuried och Halle. I Cambridge i Massachusetts i USA finns forskningsverksamhet inom det tidigareSo 2000 köpta bolaget Neon Therapeutics och ett annat dotterbolag i San Diego i Kalifornien i USA.

## Vaccin mot covid-19
Huvudartikel: Comirnaty

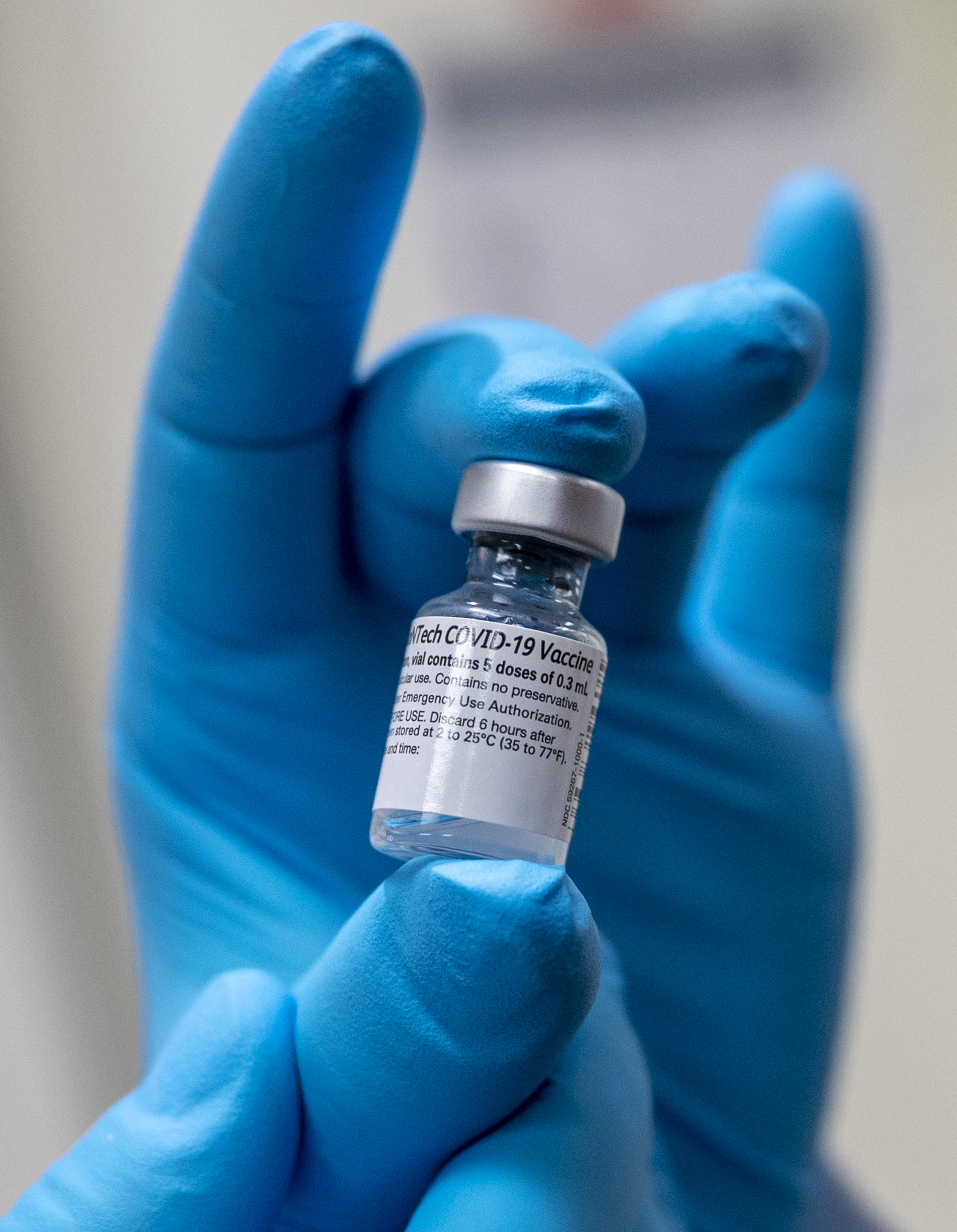
Pfizer BioNTechs Covid-19- vaccin Comirnaty

Biontech ingick i mars 2020 ett samarbete med det kinesiska läkemedelsföretaget Fosun Pharmaceuticals om utveckling av ett vaccin mot covid-19. Om vaccinet blir lyckosamt, kommer det att marknadsföras av Fosun i Kina, medan Biontech ska sälja det i övriga länder.
Samarbete om vaccinutveckling inleddes också med Pfizer. Positiva resultat från fas 1-2 redovisades i juli. Företagen Pfizer och Biontech inledde hösten fas 2b/3-försök. I november 2020 informerade de att vaccinet hade givit ett bra resultat i den meningen att 90 % av försökspersonerna utvecklat antikroppar.
Vaccinet fick i december 2020 tillstånd för akutförsäljning från myndigheter i Västeuropa och USA och har därefter blivit att ett fåtal generellt godkända Covid-19-vaccin.
Vaccinet är baserat på budbärar-RNA. Det måste förvaras vid mycket låg temperatur, minus 70–80 grader.